# Costus spiralis
Costus spiralis är en enhjärtbladig växtart som först beskrevs av Nikolaus Joseph von Jacquin, och fick sitt nu gällande namn av William Roscoe. Costus spiralis ingår i släktet Costus och familjen Costaceae.

## Underarter
Arten delas in i följande underarter:
- C. s. spiralis
- C. s. villosus

## Bildgalleri

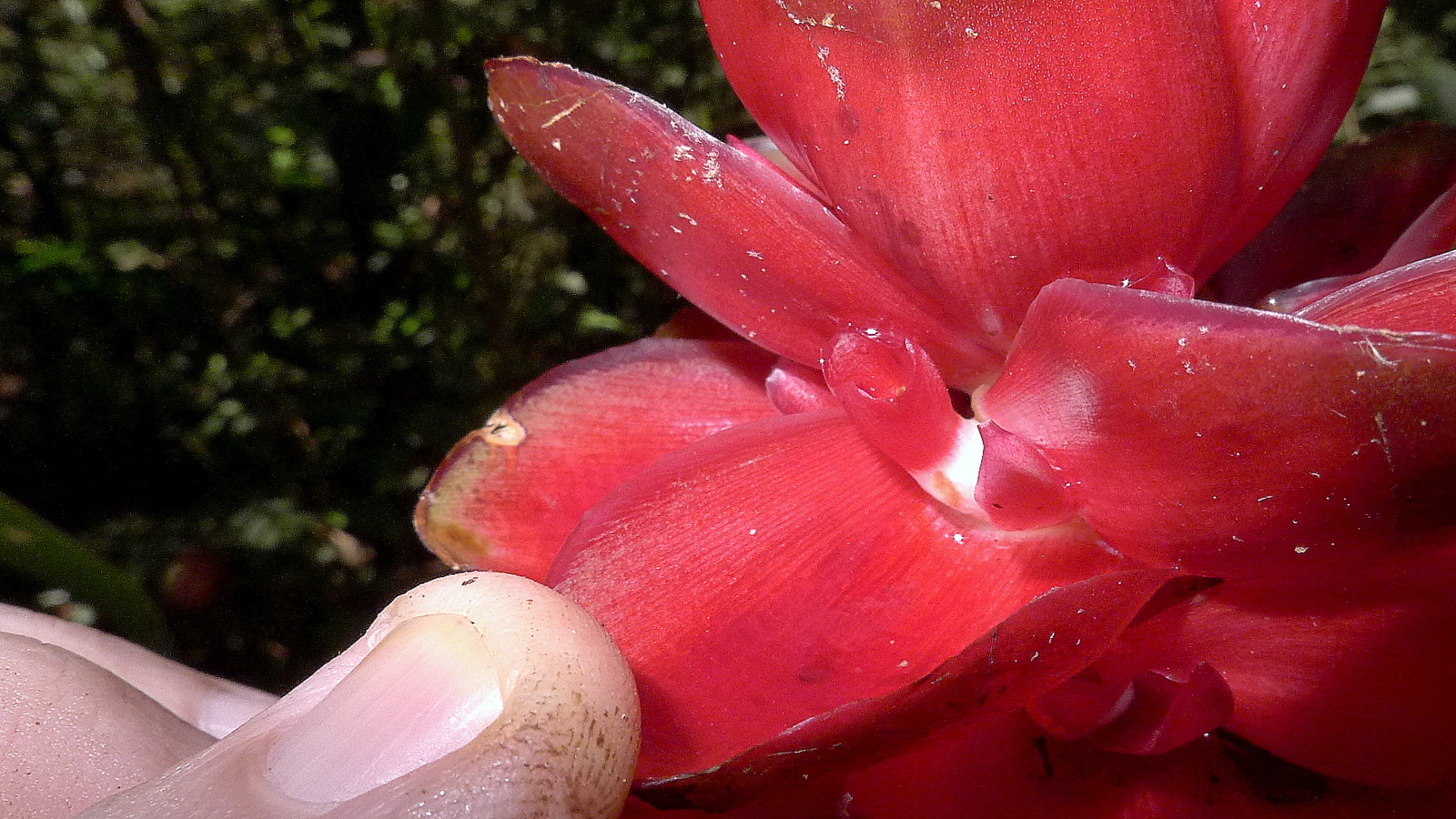
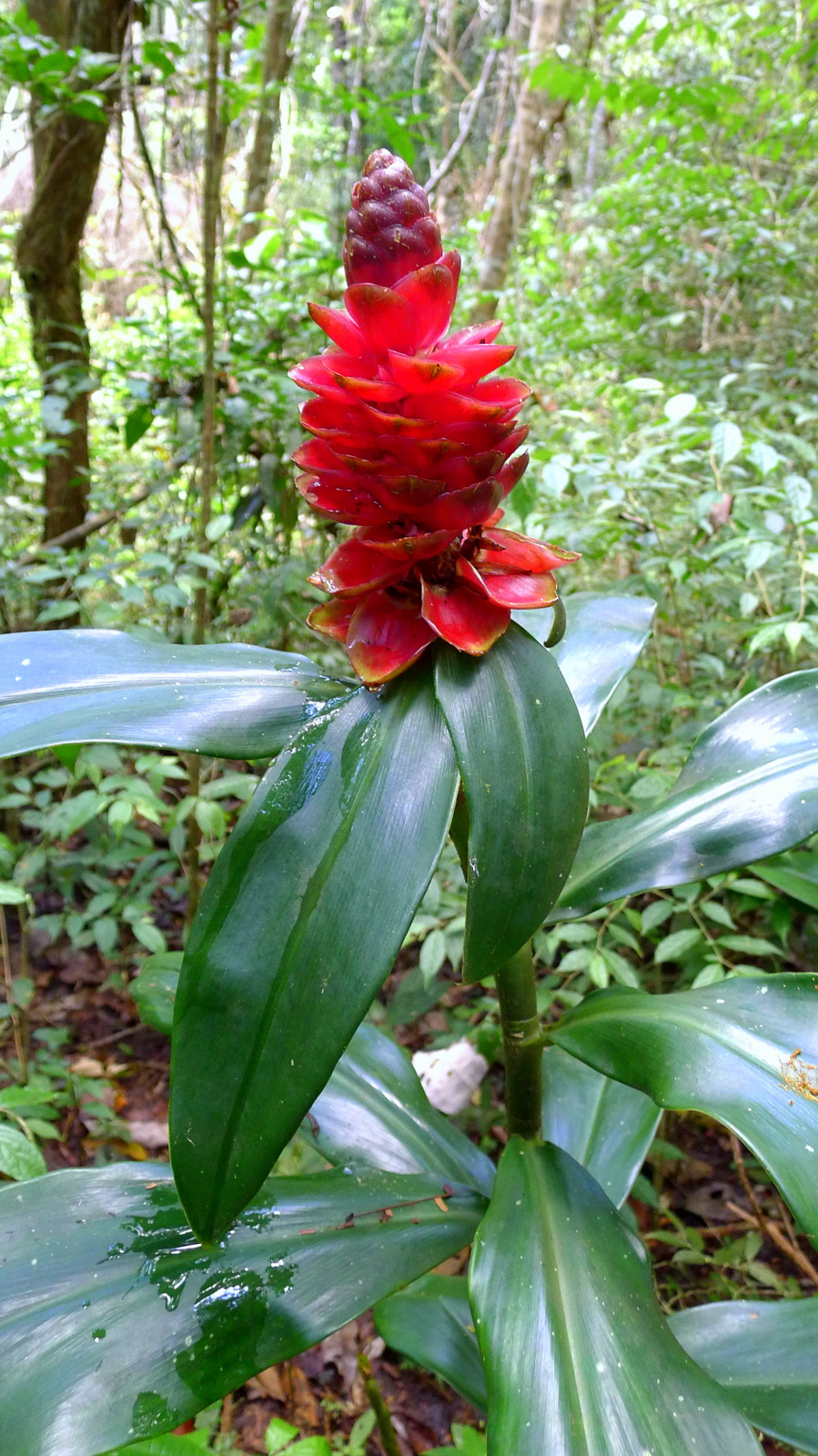
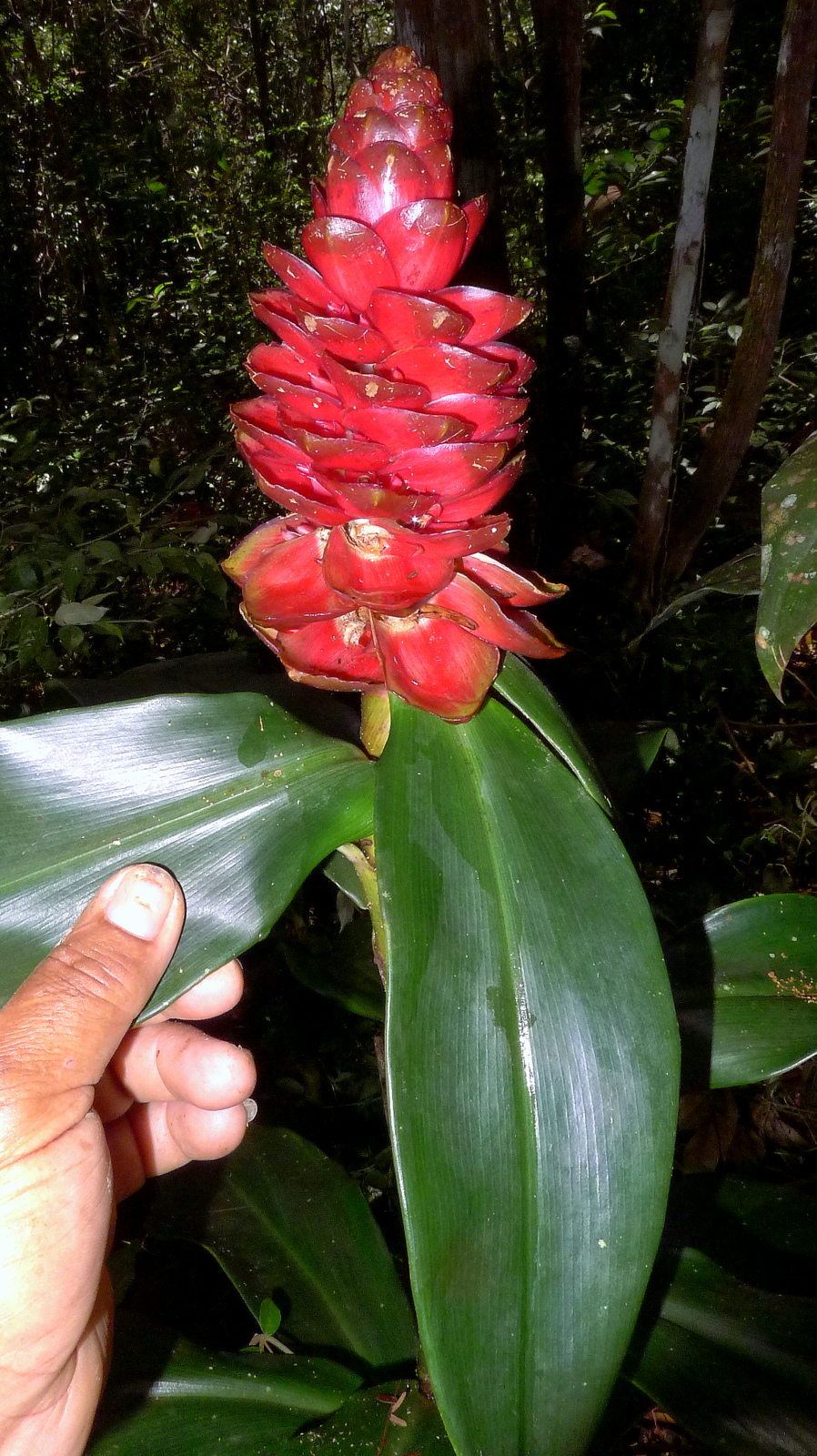
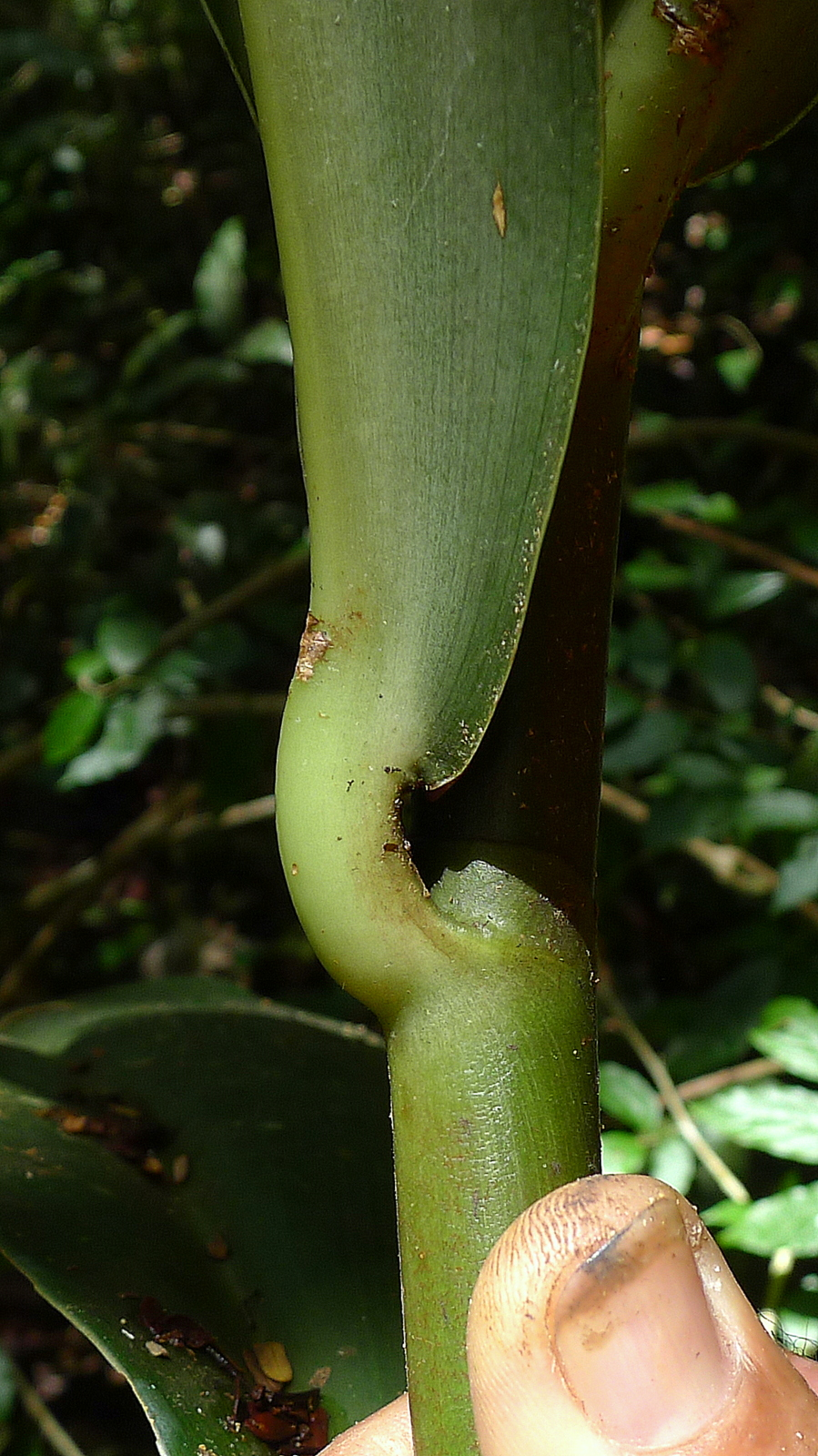
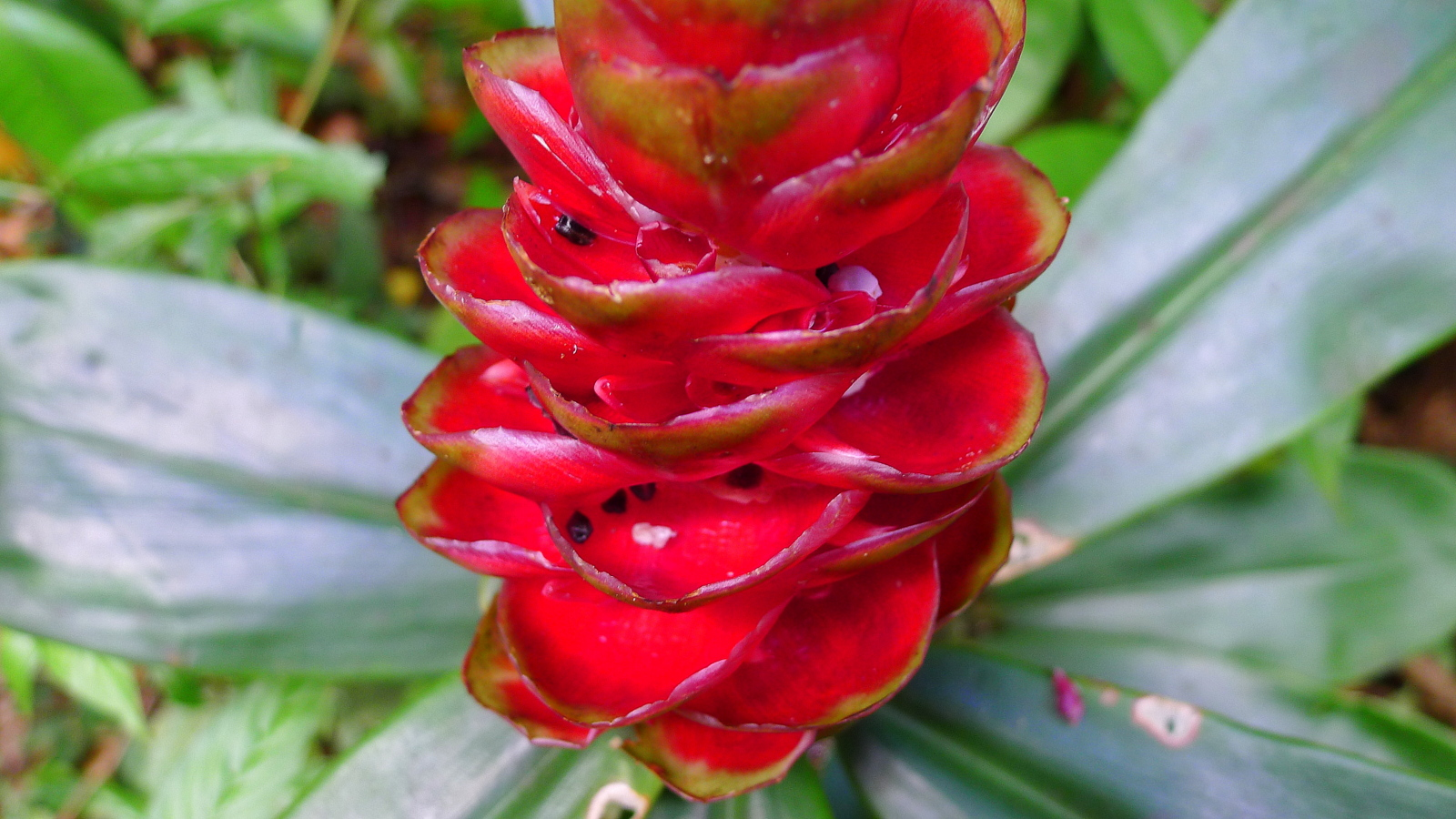
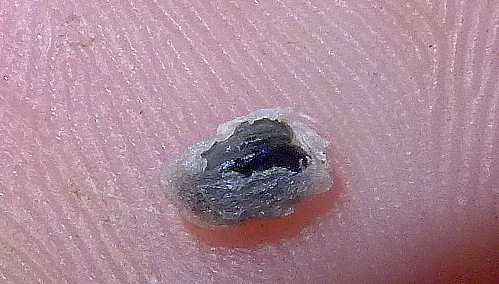